# ولز روت
ولز روت (بالإنجليزية: Wells Root)‏ هو كاتب سيناريو ومخرج أمريكي، ولد في 21 مارس 1900 في بوفالو في الولايات المتحدة، وتوفي في 9 مارس 1993 في لوس أنجلوس في الولايات المتحدة.

## وصلات خارجية
- ولز روت على موقع IMDb (الإنجليزية)
- ولز روت على موقع ألو سيني (الفرنسية)
- ولز روت على موقع أول موفي (الإنجليزية)
- ولز روت على موقع قاعدة بيانات الأفلام السويدية (السويدية)
- ولز روت على موقع قاعدة بيانات الفيلم (الإنجليزية)
- ولز روت على موقع كينوبويسك (الروسية)